# Nordenskiöldbreen
Le Nordenskiöldbreen est un glacier du Spitzberg.
Il a été nommé en l'honneur d'Adolf Erik Nordenskiöld.

## Géographie
Il est situé entre la terre de Dickson et la terre de Bünsow et s'étend vers le sud-ouest sur 25 km de longueur pour une largeur de 11 km.